# Marcus Mattioli
Marcus Laborne Mattioli  (Belo Horizonte, 18 de outubro de 1960) é um nadador brasileiro, especialista nos nados borboleta e livre. 

## Trajetória esportiva
Começou a nadar ainda criança, por influência de seu irmão, que sofria de asma. Tornou-se especialista nos nados borboleta e livre.
Participou do Campeonato Mundial de Esportes Aquáticos de 1978 em Berlim Ocidental, onde ficou em 29º lugar nos 200 metros livre, e 34º nos 100 metros livre. 
Participou dos Jogos Pan-Americanos de 1979 em San Juan, obtendo uma medalha de prata no revezamento  4x200 metros livre, e uma medalha de bronze nos revezamento 4x100 metros livre. Também terminou em sétimo lugar nos 200 metros livre, e 13º nos 100 metros livre. Quebrou o recorde Sul-Americano nos 4x200m livres.
Participou dos Jogos Olímpicos de 1980 em Moscou, alcançando a medalha de bronze no revezamento 4x200 metros livre, juntamente com Jorge Fernandes, Djan Madruga e Cyro Delgado, com um tempo de 7m29s30. Também nadou os 100 metros borboleta, 200 metros borboleta e 200 metros livre, não chegando à final das provas.
Na Universíada de 1981 em Bucareste, ganhou duas medalhas de bronze nos 4x100 metros livre e 4x100 metros medley.  
No Campeonato Mundial de Esportes Aquáticos de 1986 em Madri, ficou em 29º lugar nos 200 metros borboleta e 39º nos 100 metros borboleta.
Parou de nadar em 1988 e retomou em 2006, para participar de campeonatos másteres. Nadou em competições internacionais nas categorias seniores e masters e, em 2015, quebrou o recorde mundial dos 200 metros borboleta na categoria de 55 a 59 anos no Campeonato Mundial de Másters de Natação realizado em Kazan, na Rússia, com a marca de 2m16s78.